# Dawid Janczyk
Dawid Janczyk (Nowy Sącz, 23 september 1987) is een Pools voetballer. 

## Clubcarrière
Janczyk begon als profvoetballer bij Sandecja Nowy Sącz. In 2005 maakte hij de overstap naar Legia Warschau in de Poolse eerste klasse. Op 12 juli 2007 tekende Janczyk een vijfjarig contract bij FK CSKA Moskou, die Janczyk scoutten op het Wereldkampioenschap voetbal onder 20 - 2007. 
In januari 2009 werd hij uitgeleend aan de Belgische eersteklasser  KSC Lokeren Oost-Vlaanderen. In maart 2009 mocht Janczyk van CSKA Moskou langer bij Lokeren blijven, tot het einde van seizoen 2009-2010. FK CSKA Moskou wilde wel het recht om Janczyk eender wanneer terug te roepen. Tijdens de wintertransfer (2010) werd Janczyck verhuurd aan Germinal Beerschot Antwerpen voor een periode van 1,5 jaar. Germinal Beerschot Antwerpen heeft tevens een aankoopoptie bedwongen.

## Interlandcarrière
Janczyk kwam uit voor Polen in zijn jongere jaren, toen hij onder meer een hattrick scoorde tegen het Belgische beloftenelftal. Bij het WK voetbal onder 20 in 2007 had Argentinië nog geen enkel tegendoelpunt, tot Janczyk daar een einde aan maakte. Voor het Pools nationaal voetbalelftal speelde hij vijf interlands.

## Statistieken
| seizoen                 | club                        | land                    | competitie     | duels | goals |
| ----------------------- | --------------------------- | ----------------------- | -------------- | ----- | ----- |
| 2004/05                 | Sandecja Nowy Sącz          | Polen                   | Ekstraklasa    | 0     | 0     |
| 2005/06                 | Legia Warschau              | Polen                   | Ekstraklasa    | 18    | 5     |
| 2006/07                 | Legia Warschau              | Polen                   | Ekstraklasa    | 24    | 4     |
| 2007/08                 | FK CSKA Moskou              | Rusland                 | Premjer-Liga   | 10    | 1     |
| 2008/09                 | FK CSKA Moskou              | Rusland                 | Premjer-Liga   | 4     | 0     |
| 2008/09                 | → KSC Lokeren (huur)        | België                  | Jupiler League | 13    | 5     |
| 2009/10                 | → KSC Lokeren (huur)        | België                  | Jupiler League | 17    | 9     |
| 2009/10                 | → Germinal Beerschot (huur) | België                  | Jupiler League | 6     | 2     |
| 2009/10                 | → Germinal Beerschot (huur) | België                  | Play-Off II B  | 5     | 1     |
| 2010/11                 | → Korona Kielce             | Polen                   | Ekstraklasa    | 6     | 0     |
| 2011/12                 | → FK Oleksandria            | Oekraïne                | Premjer Liha   | 3     | 0     |
| 2012/13                 | FK CSKA Moskou              | Rusland                 | Premjer-Liga   | ?     | ?     |
| 2013/14                 | FK CSKA Moskou              | Rusland                 | Premjer-Liga   | ?     | ?     |
| 2014/15                 | Piast Gliwice               | Polen                   | Ekstraklasa    | 3     | 0     |
| 2015/16                 | Sandecja Nowy Sacz          | Polen                   | I liga         | 6     | 2     |
| 2016/17                 | Sandecja Nowy Sacz          | Polen                   | I liga         | 2     | 0     |
| Bijgewerkt 2 maart 2011 | Bijgewerkt 2 maart 2011     | Bijgewerkt 2 maart 2011 | Totaal         | 117   | 26    |

## Erelijst
Legia Warschau
- Pools landskampioen

2006
 CSKA Moskou
- Russisch bekerwinnaar

2008